# 桨头叶蝉属
桨头叶蝉属（学名：Nacolus）是叶蝉科下的一个属。

## 下属物种
本属包括以下物种：
- 桨头叶蝉 Nacolus tuberculatus (Walker, 1858)